# Jaora
Jaora (Hindi: जावरा, Jāvrā) ist eine Stadt (Nagar Palika Parishad) im indischen Bundesstaat Madhya Pradesh.
Die Stadt hatte beim Zensus 2011 etwa 72.000 Einwohner und liegt im Verwaltungsdistrikt Ratlam.
Der Ort war Hauptstadt des Fürstenstaates Jaora.